# Częstochowa
Częstochowa é uma cidade da Polônia, na voivodia da Silésia. Estende-se por uma área de 159,71 km², com 223 322 habitantes, segundo os censos de 2018, com uma densidade de 1398 hab/km². Apesar de pertencer à voivodia da Silésia desde 1999, Częstochowa não pertence à Silésia, mas à  Pequena Polônia. Para enfatizar seus laços com Pequena Polônia, Częstochowa se juntou à organização "Associação de cidades e municípios de Pequena Polônia"
A cidade é conhecida pelo magnífico mosteiro Jasna Góra (Monte Claro) com o milagroso quadro de Nossa Senhora de Czestochowa. Considerado o maior centro católico na Polónia, miliares de peregrinos visitam Częstochowa todos os anos.
Cidades gémeas
- Fátima
- Kamieniec Podolski[4]
- Loreto
- Šiauliai
- Lourdes
- Pforzheim
- South Bend